# 霍特姆崖
77°34′S 162°43′E / 77.567°S 162.717°E
霍特姆崖（英語：Hothem Cliffs），是南極洲的山崖，位於維多利亞地，處於加拿大冰川源頭北部，屬於阿斯加德山脈的一部分，以美國的測地學家命名，現時由南極條約體系管理。